# Lauriergracht 4-6
Lauriergracht 4-6 te Amsterdam is een gebouw aan de Lauriergracht in Amsterdam-Centrum.
De gracht met omliggende bebouwing dateert uit het begin van de 17e eeuw, wanneer Amsterdam bezig is met haar Derde Uitleg. De oorspronkelijke bebouwing zou in de eeuwen daarna deels verdwijnen en vervangen worden door nieuwbouw. Voor deze plaats, vlak bij de Prinsengracht moesten drie gebouwen met adressen FF nrs. 252, 253 en 254 plaatsmaken voor een “openbare tusschenschool met lokaal voor de gymnastiek en woning voor den hoofdonderwijzer”. Het ontwerp van de school was afkomstig van de Dienst der Publieke Werken waarbij de bouwtekeningen te verkrijgen waren bij stadsarchitect Bastiaan de Greef. De aanbesteding werd in januari 1874 uitgeschreven door burgemeester Cornelis Jacob Arnold den Tex. Het was de tiende tussenschool; het kreeg daarom de letter K toebedeeld; het was een school niet bedoeld voor de allerarmsten of allerrijksten. Voorts werd bij de oplevering begin 1875 bepaald dat er geen verhuizing mocht plaatsvinden van leerlingen van andere tussenscholen naar deze, het zou leegloop van die scholen tot gevolg kunnen hebben. Al snel volgde de elfde tussenschool op de Weteringschans (L). Aan de gracht kwam de woning van het hoofd der school met een centraal geplaatste deur met op de begane grond twee woonkamers en een keuken; een trap naar de eerste verdieping leidde naar nog twee woonkamers en een kabinet. De woning kreeg twee bouwlagen onder een kap, maar het risalerende middenddeel (met toegang) wordt afgesloten met een topgevel, die dwars op die kap staat. Links en rechts van de woning waren poorten gemaakt waardoor leerlingen (jongens en meisjes gescheiden) via een speelplaats toegang konden krijgen tot de schoolgebouwen, waarbij het gymnastieklokaal tegen de achterliggende gebouwen aan de Laurierstraat werd gezet. Onder de speelplaats lag de riolering voor de toiletten die aan de speelplaats waren gebouwd. PW had een gebouw ontworpen in neorenaissancestijl waarbij de afwisseling baksteen met natuurstenen speklagen opvalt.
Het gebouw zou tot ongeveer 1960 een onderwijsaangelegenheid blijven, onder andere een avondschool voor elektriciens. In dat jaar stelde de gemeente Amsterdam 26.000 gulden beschikbaar voor de herontwikkeling van het dan “voormalig schoolgebouw". De lokalen konden omgebouwd worden atelierruimten; er mocht niet gewoond worden. Het werd daarmee vermoedelijk de eerste broedplaats in Amsterdam. Aat Veldhoen zou er enige tijd werken.
Op 16 januari 2007 werd het gebouwencomplex tot gemeentelijk monument verklaard.
Ook in 2023 is het schoolgebouw nog in gebruik als ateliers en ambachtsplekken (broedplaats); een verkoop van het gebouw in 2022 kon middels een facebookactie voorkomen worden.